# Paula Pareto
Paula Belén Pareto (San Fernando, 16 gennaio 1986) è un'ex judoka argentina, vincitrice della medaglia d'oro nei 48 kg ai Giochi olimpici di Rio 2016 e della medaglia di bronzo nella medesima categoria ai Giochi di Pechino 2008. È stata la prima campionessa olimpica in uno sport individuale per l'Argentina.

## Carriera sportiva

### Inizi
Paula Pareto, soprannominata "La Peque" è nata nel 1986 a San Fernando, una città dell'area metropolitana di Buenos Aires. Ha iniziato a praticare sport a 4 anni in piscina per poi passare alla ginnastica. Si è avvicinata al judo per la prima volta all'età di 9 anni quando suo fratello minore Marco fu picchiato da alcuni bulli e il padre Aldo, che aveva praticato questo sport da giovane, glielo consigliò per difesa personale. Paula volle subito provarlo anche lei e i due fratelli furono iscritti al Club San Fernando.
Qualche tempo dopo ha vinto il suo primo torneo e quando ha deciso di continuare a praticare judo a livello professionistico, si è trasferita al più grande Club Estudiantes de La Plata. Nei primi anni ha gareggiato nella divisione fino a 44 kg, ma in seguito è passata alla categoria fino a 48 kg (pesi super-leggeri).
Nel luglio 2007 ha conquistato la medaglia di bronzo ai Giochi panamericani e in ottobre il quinto posto ai Campionati mondiali di judo a Rio de Janeiro.

### Olimpiadi 2008
Nel 2008 ha partecipato alle Olimpiadi di Pechino dove ha vinto la medaglia di bronzo in una delle partite più emozionanti dell'intero torneo. Dopo aver battuto l'australiana Tiffany Day al primo incontro, è stata battuta ai quarti dalla pluricampionessa olimpica Ryoko Tani, accedendo ai ripescaggi. Nel girone di ripescaggio ha vinto i primi due incontri ed è arrivata ad affrontare nella finale per il bronzo la nordcoreana Pak Ok-song. La judoka coreana è apparsa in vantaggio per la maggior parte dell'incontro, mentre Pareto è stata sanzionata con una penalità shido all'inizio del match. La partita tuttavia si è risolta nell'ultimo minuto quando Pak ha effettuato una tecnica di attacco che è stata sfruttata da Pareto per la sua contro mossa che ha mandato sul tatami l'avversaria. L'arbitro ha inizialmente assegnato il waza-ari a Pak, forse perché ha iniziato a muoversi per prima, ma l'allenatore argentino Carlos Denegri ha presentato un'obiezione che ha costretto la giuria a ricontrollare il video. Alla fine i giudici hanno convenuto che la tecnica (Kuchiki-taoshi) era stata eseguita da Paula Pareto, che così si è aggiudicata la medaglia di bronzo.
Tra il 2008 e il 2011 ha collezionato 2 ori e un bronzo nei Campionati Panamericani di judo (rispettivamente nel 2009, 2011 e 2010) e un oro nei Giochi panamericani del 2011 a Guadalajara.

### Olimpiadi 2012 e best ranking
Alle Olimpiadi di Londra 2012 non è risuscita a eguagliare i risultati della precedente edizione, perdendo la finale per il terzo posto contro la belga Charline van Snick.
Negli anni seguenti i successi di Paula Pareto aumentano. Ai Campionati mondiali di judo 2014, tenutisi ad agosto nella città russa di Čeljabinsk, guadagna la medaglia d'argento dietro la giapponese Ami Kondo e nell'agosto 2015 ottiene il suo primo titolo mondiale ai Campionati di Astana, in Kazakistan battendo in finale Haruna Asami. Inoltre vince la medaglia d'argento ai Giochi panamericani di Toronto e ai Campionati panamericani di judo di Edmonton, raggiungendo la prima posizione nella classifica mondiale IJF. Il 22 dicembre dello stesso anno le viene assegnato il premio Olimpia de Oro come miglior atleta dell'anno dall'Associazione dei Giornalisti Sportivi argentini.

### Olimpiadi 2016
Alle Olimpiadi di Rio 2016 Paula Pareto è arrivata da campionessa mondiale in carica e non ha deluso le aspettative. Nel torneo dei -48 kg ha incontrato prima la russa Irina Dolgova, battendola per ippon, poi ha superato l'ungherese Éva Csernoviczki ed è arrivata in semifinale dove ha battuto una delle sue maggiori rivali, la giapponese Ami Kondo, che poi si è aggiudicata il bronzo. Nella finale, che si è svolta il 6 agosto 2016 nell'Arena Carioca 2, ha incontrato la sudcoreana Jeong Bo-kyeong e l'ha battuta per waza-ari, aggiudicandosi la medaglia d'oro, prima degli judoka argentini a conquistarne una.
Ha vinto la medaglia d'oro ai Campionati panamericani di judo di Panama del 2017 e a quelli di San José nel 2018. Nello stesso anno si è aggiudicata la medaglia di bronzo ai Campionati mondiali di Baku ed è stata Atleta modello per la terza edizione dei Giochi olimpici giovanili di Buenos Aires. Nel 2019 e 2020, infine, ha vinto nuovamente la medaglia d'oro ai Campionati panamericani di judo.

### Olimpiadi 2020 e fine carriera
Quella di Tokyo 2020 è stata la sua quarta Olimpiade. Ha avuto l'onore di essere la portabandiera argentina quale medico che ha combattuto la pandemia di coronavirus. Durante la competizione della sua categoria ha vinto i suoi primi due incontri, ma poi è stata fermata dalla giapponese Funa Tonaki e ha perso nei ripescaggi contro la portoghese Catarina Costa. Subito dopo ha annunciato il suo ritiro dalla carriera di judoka.

## Vita privata
Paula Pareto vive a Tigre, nella Grande Buenos Aires, ed è dottoressa in medicina specializzata nella traumatologia.
Nel 2024 è diventata membro del Comitato Olimpico Internazionale.

## Palmarès
- Giochi olimpici

 Bronzo nella categoria −48 kg a Pechino 2008
 Oro nella categoria −48 kg a Rio de Janeiro 2016
- Mondiali

 Argento a Čeljabinsk 2014 nella categoria −48 kg
 Oro a Astana 2015 nella categoria −48 kg
 Bronzo a Baku 2018 nella categoria −48 kg
- Giochi panamericani

 Bronzo a Rio de Janeiro 2007 nella categoria −48 kg
 Oro a Guadalajara 2011 nella categoria −48 kg
 Argento a Toronto 2015 nella categoria −48 kg
- Campionati panamericani di judo

 Argento a Caguas 2005 nella categoria −44 kg
 Bronzo a Miami 2008 nella categoria −48 kg
 Oro a Buenos Aires 2009 nella categoria −48 kg
 Bronzo a San Salvador 2010 nella categoria −48 kg
 Oro a Guadalajara 2011 nella categoria −48 kg
 Bronzo a San José 2013 nella categoria −48 kg
 Bronzo a Guayaquil 2014 nella categoria −48 kg
 Argento a Edmonton 2015 nella categoria −48 kg
 Argento a L'Avana 2016 nella categoria −48 kg
 Oro a Panama 2017 nella categoria −48 kg
 Oro a Baku 2018 nella categoria −48 kg
 Oro a Lima 2019 nella categoria −48 kg
 Oro a Guadalajara 2020 nella categoria −48 kg
- Giochi sudamericani

 Argento a Buenos Aires 2006 nella categoria −48 kg
 Oro a Medellín 2010 nella categoria −48 kg
 Oro a Santiago 2014 nella categoria −48 kg

### Vittorie nel circuito IJF
| Data            | Località       | Paese    | Categoria  |
| --------------- | -------------- | -------- | ---------- |
| 9 giugno 2012   | Rio de Janeiro | Brasile  | Grand Slam |
| 27 marzo 2015   | Samsun         | Turchia  | Grand Prix |
| 13 giugno 2015  | Budapest       | Ungheria | Grand Prix |
| 12 ottobre 2018 | Cancun         | Messico  | Grand Prix |
| 15 marzo 2019   | Ekaterinburg   | Russia   | Grand Slam |